# Philipp Strauch (Segler)
Philipp Theodor Strauch (russisch Филип Александрович Штраух ‚Filip Alexandrowitsch Schtrauch‘; * 8. August (20. August) 1862 in St. Petersburg; † 3. November 1924 ebenda) war ein russischer Arzt und Segler.

## Erfolge
Philipp Strauch nahm an den  Olympischen Spielen 1912 in Stockholm in der 10-Meter-Klasse als Crewmitglied der Gallia II aus dem Russischen Kaiserreich teil. Bei der in Nynäshamn stattfindenden Regatta schloss die Gallia II die erste Wettfahrt auf dem dritten und die zweite Wettfahrt auf dem zweiten Platz ab. Da die Nina aus Finnland von Skipper Harry Wahl ebenfalls einen zweiten und einen dritten Platz erreichte, kam es zwischen beiden Booten zu einem Stechen, in dem sich die Nina durchsetzte. Damit erhielt Strauch neben den übrigen Crewmitgliedern Karl Lindholm, Nikolai Puschnizki, Alexander Rodionow, Joseph von Schomacker und Ernst Brasche sowie Skipper Esper Belosselski die Bronzemedaille.

## Leben
Er war der Sohn von Alexander Strauch und Antonie Kleinenberg. Er besuchte ein Gymnasium in Dorpat und studierte danach von 1879 bis 1889 Medizin an der Kaiserlichen Universität Dorpat. 1892 heiratete er Reval Antonie Haller. Der Sohn Alexander (* 1894) studierte ebenfalls Medizin an der Universität Dorpat.